# Brandon Parva, Coston, Runhall and Welborne
Brandon Parva, Coston, Runhall and Welborne är en civil parish i South Norfolk i Storbritannien. Den ligger i grevskapet Norfolk och riksdelen England, i den sydöstra delen av landet, 150 km nordost om huvudstaden London. Antalet invånare är 365. Arean är 12,0 kvadratkilometer.
Terrängen i Runhall är mycket platt.